# ПЕС Стренгфорд-Лох
ПЕС Стренгфорд-Лох (відома також як SeaGen) – експериментальна британська припливна електростанція. Споруджена в Північній Ірландії у протоці Strangford Narrows, яка з’єднує з Ірландським морем практично відокремлену від нього затоку (озеро) Стренгфорд-Лох. Протока вирізняється постійними сильними течіями.
Станцію у складі двох турбін, змонтованих на єдиній основі, спорудили у 2008 році. Потужністю кожного з агрегатів складає 0,6 МВт, а діаметр ротора становить 16 метрів. Роботи по встановленню конструкції вагою 1000 тон на дні протоки виконав плавучий кран Rambiz, а її закріплення палями довжиною по 14 метрів провело судно Fugro Seacore.
Станом на 2016 рік експериментальна станція виробила біля 10 млн кВт-год електроенергії. Очікується її демонтаж зимою 2017/2018 років.